# Prawosławie w Portugalii
Prawosławie w Portugalii jest związane z emigracją zarobkową obywateli byłego ZSRR oraz Bloku Wschodniego, jaka miała miejsce po 1989. Wcześniej w kraju tym żyła śladowa liczba wyznawców tej religii, głównie pochodzenia greckiego. Obecnie liczba prawosławnych mieszkańców Portugalii szacuje się na ok. 200 tys. osób.

## Patriarchat Konstantynopola
Przed 1989 prawosławie było religią praktycznie nieznaną w Portugalii. Nieliczni, rozproszeni po kraju wyznawcy tej religii wywodzili się z rodzin pochodzenia greckiego i tylko okazjonalnie mogli uczestniczyć w organizowanych z inicjatywy prywatnej nabożeństwach prawosławnych. Od 1963 obszar Portugalii podlegał metropolii francuskiej z siedzibą w Paryżu, jednak dopiero od 1986 na terenie kraju rezydował pierwszy stały kapłan, który założył parafię św. Nektariusza i św. Grzegorza V patriarchy Konstantynopola w Lizbonie, grupując wokół siebie wiernych greckich, bułgarskich i rosyjskich. Początkowo siedzibą parafii był wynajęty od Kościoła rzymskokatolickiego budynek kościół św. Hieronima, następnie kościół w Caselas (parafia nie posiada cerkwi). Od 2001 istnieje parafia św. Pantelejmona w Porto, skupiająca wiernych narodowości ukraińskiej, mołdawskiej i portugalskiej, która również wynajmuje budynek od Kościoła rzymskokatolickiego.
Ze względu na wieloetniczny charakter parafii w pracy duszpasterskiej (większość stanowią Ukraińcy) wykorzystywane są różne języki. Większość kleru pochodzi z Ukrainy. Od 2003 parafie portugalskie stanowią część nowo powstałej eparchii hiszpańskiej i portugalskiej podległej patriarsze Konstantynopola.

## Rosyjski Kościół Prawosławny
W 1995 w Lizbonie powstała parafia należąca do Rosyjskiego Kościoła Prawosławnego poza granicami Rosji, która korzystała z wynajętej kaplicy katolickiego kościoła św. Jerzego. Wobec wzrostu ilości prawosławnych Rosjan wiosną 2002 powstała parafia Wszystkich Świętych podległa Rosyjskiemu Kościołowi Prawosławnemu i jego eparchii chersoneskiej, wynajmująca kaplicę klasztoru katolickiego dos Cardaes. Nabożeństwa odbywają się w języku cerkiewnosłowiańskim. Kolejne parafie powstały w Porto i Faros.

## Rumuński Kościół Prawosławny
Prawosławni Rumuni są obecni w Portugalii od początku lat 90. XX wieku. Początkowo uczestniczyli oni w nabożeństwach w parafii św. Nektariusza w Lizbonie, w której nieregularnie odprawiali nabożeństwa duchowni narodowości rumuńskiej. Parafia rumuńska istnieje w Lizbonie od drugiej połowy lat 90., wynajmując kaplicę rzymskokatolicką w centrum Lizbony. Językiem liturgicznym jest rumuński. Poza stolicą Rumuński Kościół Prawosławny posiada 3 stałe placówki duszpasterskie. Swoją liczbę wiernych szacuje on między 50 a 100 tys. wiernych.

## Bułgarski Kościół Prawosławny
Prawosławni Bułgarzy posiadają swoją parafię w Lizbonie od 2001. Podlega ona eparchii zachodnioeuropejskiej Bułgarskiego Kościoła Prawosławnego. Językami liturgicznymi są cerkiewnosłowiański i bułgarski.

## Prawosławny Kościół Portugalii
Powstanie tej niekanonicznej wspólnoty było związane z postacią archimandryty João i skupionej wokół niego grupy wiernych (głównie Portugalczyków), powstałej w 1968 przy Rosyjskim Kościele Prawosławnym poza granicami Rosji. W 1975 cała grupa przeszła do Greckiego Prawosławnego Kościoła Starokalendarzowego i zaczęła posługiwać się nazwą Portugalski Kościół Prawosławny. W dziesięć lat później grupa ta została przyjęta pod jurysdykcję Polskiego Autokefalicznego Kościoła Prawosławnego, w której pozostała do 2001, kiedy została z niego usunięta (z wyjątkiem kilkudziesięcioosobowej grupy wiernych zrzeszonych w dwóch parafiach w Lizbonie i Algarve podlegających PAKP). Obecnie Prawosławny Kościół Portugalii nie jest uznawany przez żaden kanoniczny Kościół prawosławny.

## Współpraca
Mimo braku formalnych instytucji koordynujących kontakty poszczególnych jurysdykcji prawosławnych, współpraca między poszczególnymi organizacjami istnieje zarówno na szczeblu centralnym, jak i lokalnym.